# Enicospilus dasychirae
Enicospilus dasychirae är en stekelart som beskrevs av Cameron 1905. Enicospilus dasychirae ingår i släktet Enicospilus och familjen brokparasitsteklar. Inga underarter finns listade i Catalogue of Life.